# Rejon święciański
Rejon święciański (lit. Švenčionių rajono savivaldybė) – rejon we wschodniej Litwie.
Według Spisu Ludności z 2001 roku ok. 28% (9,1 tys.) populacji rejonu stanowili Polacy. 

## Podział administracyjny
Starostwa:
- gmina Hoduciszki (Adutiškio seniūnija) (Hoduciszki)
- gmina Cerkliszki (Cirkliškio seniūnija) (Cerkliszki)
- gmina Kołtyniany (Kaltanėnų seniūnija) (Kołtyniany)
- gmina Łabonary (Labanoro seniūnija) (Łabonary)
- gmina Maguny (Magūnų seniūnija) (Maguny)
- gmina Podbrodzie (Pabradės seniūnija) (Podbrodzie)
- miasto Podbrodzie (Pabradės miesto seniūnija) (Podbrodzie)
- gmina Sory (Sarių seniūnija) (Sory)
- gmina Strunojcie (Strūnaičio seniūnija) (Strunojcie)
- gmina Świrki (Svirkų seniūnija) (Świrki)
- gmina Nowe Święciany (Švenčionėlių seniūnija) (Nowe Święciany)
- miasto Nowe Święciany (Švenčionėlių miesto seniūnija) (Nowe Święciany)
- gmina Święciany (Švenčionių seniūnija) (Święciany)
- miasto Święciany (Švenčionių miesto seniūnija) (Święciany)

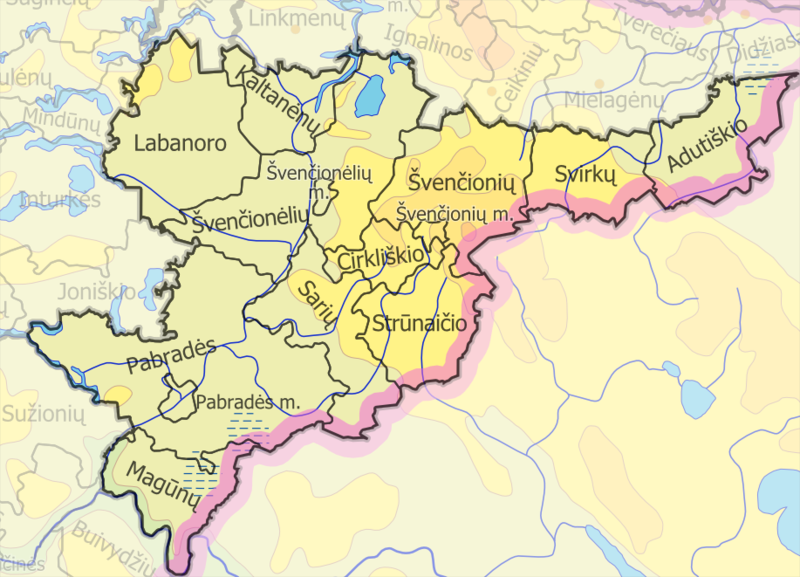
Mapa rejonu z podziałem na gminy